# Ragusa Superiore

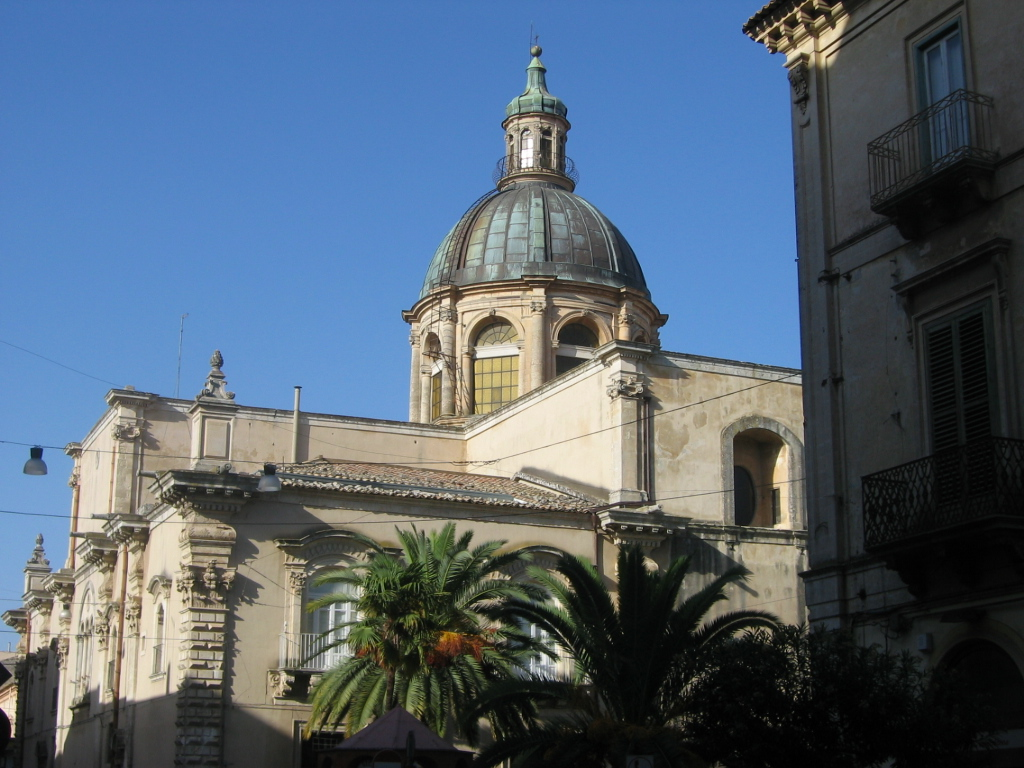
Kathedrale San Giovanni

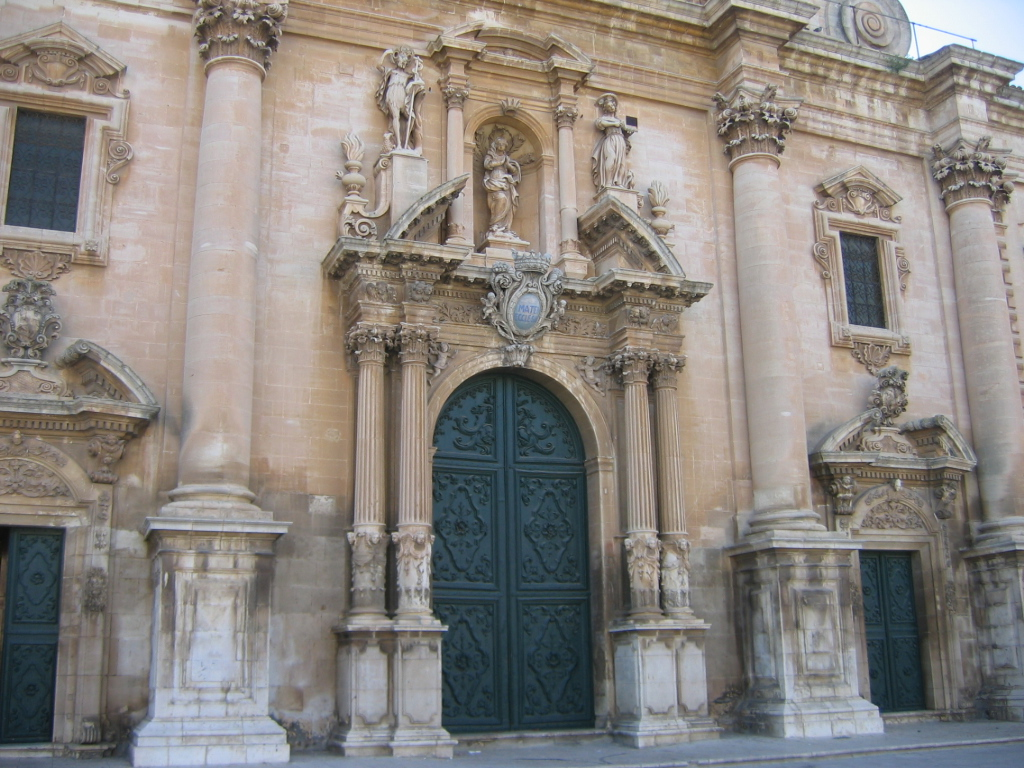
Portal der Kathedrale

Ragusa Superiore (Oberstadt) ist ein Ortsteil der Stadt Ragusa in der italienischen Region Sizilien. Er liegt auf einer Anhöhe im Westen der Stadt oberhalb von Ragusa Ibla und wurde im 18. Jahrhundert nüchtern und streng geometrisch angelegt. 
In Ragusa Superiore lebt heute ein Großteil der Stadtbevölkerung. Hier befinden sich auch die Verwaltungsgebäude der Stadt.

## Bauwerke
Die Kathedrale San Giovanni, der Dom der Stadt, wurde zwischen 1706 und 1760 erbaut und ist San Giovanni Battista, dem Schutzpatron von Ragusa Superiore geweiht. Der Innenraum ist in drei Schiffe unterteilt und mit wertvollen Stuckarbeiten ausgeschmückt. Neben der Kathedrale steht ein hoher Campanile.
Das Museo Archeologico Ibleo zeigt vorgeschichtliche, griechische und römische Fundstücke aus der Umgebung der Stadt.  
Die Chiesa Santa Maria delle Scale, eine Kirche aus dem 13. Jahrhundert, wurde durch das Erdbeben 1693 zerstört und danach wieder aufgebaut. Benannt ist sie nach einer langen Treppe (scala) mit 242 Stufen, die von hier aus in die Unterstadt Ragusa Ibla führt.
Koordinaten: 36° 55′ 37″ N, 14° 43′ 36″ O